# Pueblo chico, infierno grande
Pueblo chico, infierno grande é uma telenovela mexicana produzida pela Televisa e exibida entre 6 de janeiro e 1 de agosto de 1997, substituindo Sentimientos ajenos e sendo substituída por Salud, dinero y amor. A trama foi protagonizada por Verónica Castro, Juan Soler, Guillermo Capetillo e antagonizada por Monika Sánchez, Salvador Sánchez, Anna Silvetti e Alma Delfina.

## Sinopse
No final do século XIX, a cidade de Nahuatzen celebra a festa do seu santo padroeiro, San Luis. Durante a procissão, dois adolescentes encontram o amor: a jovem Magdalena Beltrán apaixona-se por Batán, um comerciante de cavalos de má reputação, enquanto Leonardita Ruán, filha de Prisciliano Ruán, um dos homens mais influentes de Nahuatzen, se apaixona pelo jovem Hermilo Jaimez, filho de uma costureira.
Magdalena fica noiva de El Batán, mas um dia encontra-o na cama com a sua própria mãe, Inmaculada. Desesperada, Magdalena deixa a sua casa e vagueia pela aldeia onde é encontrada por "La Tapanca", uma prostituta que a leva sob a sua protecção. Entretanto, o milionário idoso Don Rosendo Equigua pede a mão de Leonarda, e Prisciliano concede-a. Leonarda decide fugir com Hermilo no dia do seu casamento, mas Priscillian corta os planos da sua filha e expulsa o jovem da aldeia. Don Rosendo morre alguns meses após o seu casamento quando cai do seu cavalo.
Passam-se vinte anos. Leonarda continua viúva, e apesar de milionária e livre, ela não pensa em reconstruir a sua vida. Magdalena, apelidada "La Beltraneja", é agora a dona do próspero bordel de Nahuatzen.
Um dia, Leonarda encontra o jovem Genaro Onchi nos seus campos e dá-lhe um emprego. As duas apaixonam-se loucamente uma pela outra, mas muitas mulheres da aldeia ficam deslumbradas com a boa aparência de Genaro e a sua grande semelhança com San Luis e a rival Leonarda. Entre elas estão a jovem milionária Braulia Felícitas e Indalecia, a própria criada de Leonarda.
Outros obstáculos à relação de Genaro e Leonarda serão: o que eles dirão, a oposição das irmãs de Leonarda: Cleotilde, Eloísa e Jovita, e o regresso de Hermilo. No entanto, o maior inimigo de Leonarda será a Beltraneja, que se torna obcecada pelo Genaro e fará o impensável para os separar.

## Elenco
- Verónica Castro .... Leonarda Ruan Vda. de Equigua
- Juan Soler .... Genaro Onchi
- Guillermo Capetillo .... Hermilo Jaimez
- Alma Delfina .... Magdalena Beltrán "La Beltraneja"'
- Salvador Sánchez .... Consejo Serratos
- Monika Sánchez .... Indalecia Navas
- Karyme Lozano .... Braulia Felicitas Serna
- Jorge Martínez de Hoyos .... Don Chuchi Ríos
- Alicia Montoya .... Doña Hipólita de Zavala
- Jose Carlos Ruiz .... Arcadio Zamora
- Patricia Reyes Spíndola .... Martina "La Perra"
- Angelina Peláez .... Maclovia
- Luis Gimeno .... Padre Arceo
- Lilia Aragón .... "La Tapanca"
- Anna Silvetti .... Cleotilde Ruan Vda. de Morales
- Rosa María Bianchi .... Porfiria Cumbios
- Ana Bertha Espin .... Rutila Cumbios
- Lucas Dalalio.... " El Chantle"
- Ana de la Reguera .... Priscila Amezcua Ruan
- Germán Gutiérrez .... Baldomero "Baldo" Irepán Ruan
- Olivia Bucio .... Eloísa Ruan de Amezcua
- Silvia Manríquez .... Jovita Ruan de Irepán
- Oscar Traven .... Gumaro Amezcua
- Juan Ignacio Aranda .... Baldomero Irepán
- Luis Xavier .... Antonio Serna
- Orlando Miguel .... Palemón Morales
- Beatriz Cecilia .... Profesora Gildarda Zavala
- Montserrat Ontiveros .... Melitona de Serna
- Adalberto Parra .... Guadalupe Tiburcio
- Theo Tapia .... Dr. Estanislao "Tanis" Allende
- Evangelina Martínez .... Saturnina
- Lourdes Deschamps .... Cayetana
- Eduardo Rivera .... Gildardo Heredia Zavala
- Julio Bracho .... Praxedes
- Marisol del Olmo .... Leocadia
- Eugenio Bartilotti .... Gamaliel
- Baltazar Oviedo .... Librado
- Adriana Lavat .... Dora Luz
- Fernando Robles .... Ambrosio
- Gerardo Albarrán .... Sebastián Paleo "Batán"
- Alejandro Villeli .... Tereso
- Lucía Paillés .... Pascuala
- Antonio Muñíz .... Silverio
- Mercedes Gironella .... Plácida
- Gabriel Mijares .... Fanno
- Mariana Brito .... Milagros
- Lourdes Jáuregui .... Aureliana "Nelly"
- Melba Luna .... Simona

### Participações
- Aracely Arámbula .... Leonarda Ruan (jovem)
- Enrique Rocha .... Don Prisciliano Ruan
- Jorge Russek .... Don Rosendo Equigua
- Kuno Becker .... Hermilo Jaimez (jovem)
- Evangelina Sosa .... Magdalena Beltrán "La Beltraneja" (jovem)
- José María Yazpik .... Sebastián Paleo "El Batan" (jovem)
- Marta Aura .... Mercedes
- Aaron Hernán .... Don Felipe Tovar
- Arcelia Ramirez .... Ignacia La Rentería de Ruan
- Susana Zabaleta .... Medarda Zavala
- Alejandro Tommasi .... Malfavón Heredia
- Lourdes Munguía .... Altagracia "La Cheraneca"
- Socorro Bonilla .... Inmaculada de Beltrán
- Joana Brito .... Vititos de Zamora
- Manuel Guízar .... Eduardo La Rentería
- Tere López-Tarín .... Dra. Josefina Talavera
- Mario Ivan Martínez .... Stefano Onchi
- Zaide Silvia Gutiérrez .... Olinca
- Roberto Sen .... Elio Maldonado
- Mauricio Castillo .... Fernando Urbina
- Adriana Fonseca .... Jovita Ruan (jovem)
- Cristina Alatorre .... Eloísa Ruan (jovem)
- Manola Diez .... Cleotilde Ruan (jovem)
- Alec Von Bargen .... Malfavón Heredia (jovem)
- Rodrigo Oviedo .... Baldomero Irepán (jovem)
- Víctor González .... Gumaro Amezcua (jovem)
- Héctor Cruz .... Dr. Tanis (jovem)
- Fernando Torres Lapham .... Señor Obispo
- Marco Bacuzzi .... Guardaespalda
- Alicia del Lago .... Partera
- Fernanda Franco .... Servente

## Prêmios e indicações

### Prêmio TVyNovelas 1998
| Categoria                | Indicado            | Resultado |
| ------------------------ | ------------------- | --------- |
| Melhor atriz coadjuvante | Alma Delfina        | Indicado  |
| Melhor ator coadjuvante  | Guillermo Capetillo | Indicado  |
| Melhor ator juvenil      | Juan Soler          | Venceu    |
| Revelação masculina      | Juan Soler          | Venceu    |